# Arcuphantes troglodytarum
Arcuphantes troglodytarum là một loài nhện trong họ Linyphiidae.
Loài này thuộc chi Arcuphantes. Arcuphantes troglodytarum được Ryoji Oi miêu tả năm 1960.